# Pleuroscopus pseudodorsalis
Pleuroscopus pseudodorsalis är en fiskart som beskrevs av Barnard 1927. Pleuroscopus pseudodorsalis ingår i släktet Pleuroscopus och familjen Uranoscopidae. Inga underarter finns listade i Catalogue of Life.